# Zwaartekrachtsveld

Zwaartekracht

Een zwaartekrachtsveld of gravitatieveld is een natuurkundig krachtveld dat van invloed is op de beweging van alles wat zich in dat veld bevindt. Zowel deeltjes en voorwerpen die massa hebben als deeltjes zonder rustmassa (zoals licht) worden in een zwaartekrachtsveld versneld, vertraagd of van richting veranderd. Op kosmische schaal is het zwaartekrachtsveld verantwoordelijk voor een bepaalde kromming van het heelal, die de historische en toekomstige ontwikkeling van het heelal bepaalt.
Zwaartekrachtsvelden worden veroorzaakt door de aanwezigheid van massa. De zwaartekrachtswet van Newton (1687) beschreef hoe groot het veld van een bepaalde massa is; het hangt af van de hoeveelheid massa en de afstand tot die massa. In de moderne algemene relativiteitstheorie van Einstein (1916) wordt het zwaartekrachtsveld meestal beschreven als een kromming van de vierdimensionale ruimtetijd. In principe is het echter ook mogelijk een beschrijving in de vorm van een veld te geven. De theorie beschrijft verder hoe het zwaartekrachtsveld afmetingen en tijdsduren beïnvloedt.

## Wiskundige beschrijving
Wiskundig kan een zwaartekrachtsveld beschreven worden als een vectorveld {\displaystyle {\vec {g}}}. Hierin is {\displaystyle {\vec {g}}} de versnelling ten gevolge van de zwaartekracht, ook wel valversnelling genoemd, maar in de context van de aarde alleen als geen verwarring mogelijk is met de andere betekenis.
Een zwaartekrachtsveld kan geschreven worden als het tegengestelde van de gradiënt van een zwaartekrachtspotentiaalveld {\displaystyle \phi }, waarbij dus {\displaystyle {\vec {g}}=-\mathrm {grad} \,\phi }.
Volgens de gravitatiewet van Newton is
{\displaystyle {\vec {g}}=-G\,{\frac {M}{|{\vec {r}}|^{3}}}\,{\vec {r}}},
waarin {\displaystyle G} de gravitatieconstante is (ca. 6,67 × 10−11 N m2 kg−2) en {\displaystyle {\vec {r}}} de plaatsvector ten opzichte van de bron (of het middelpunt van de bolsymmetrische bron) met massa {\displaystyle M}.
Voor de grootte {\displaystyle g} geldt dus:
{\displaystyle g=G\cdot {\frac {M}{r^{2}}}}
met {\displaystyle r} de afstand tot (het middelpunt van) de bron.
Binnen een gebied dat veel kleiner is dan {\displaystyle r} is het zwaartekrachtsveld vrijwel homogeen.
Op en dicht boven het aardoppervlak geldt dan bij benadering dat de zwaartekrachtspotentiaal in gebruikelijke coördinaten {\displaystyle \phi =g\cdot z} is en het veld {\displaystyle {\vec {g}}=(0,0,-g)}.
Het zwaartekrachtsveld van een massa die zich uitstrekt over een volume is:
{\displaystyle {\vec {g}}({\vec {r}})=-G\,\iiint {{\frac {1}{|{\vec {r}}-{\vec {r_{1}}}|^{3}}}\,({\vec {r}}-{\vec {r_{1}}})}dm},
waarbij {\displaystyle dm} de infinitesimale massa in {\displaystyle {\vec {r_{1}}}} is.
Er geldt
{\displaystyle \nabla \cdot {\vec {g}}({\vec {r}})=-4\pi G\rho ({\vec {r}})}
waarbij {\displaystyle \nabla \cdot } de divergentie is en {\displaystyle \rho } de massadichtheid.
Als men zich voorstelt dat het vectorveld {\displaystyle {\vec {g}}({\vec {r}})} de snelheid en richting van een constante stroming is, dan vormen massa's putten en zijn er geen bronnen. Een zwaartekrachtsveld kan net als andere krachtvelden worden geïllustreerd met veldlijnen (krommen) waarin pijlen de richting aangeven. Een bijzonderheid van zwaartekrachtsvelden is dat de veldlijnen altijd van het oneindige naar massa's lopen, en dus geen begin hebben. Volgens de divergentiestelling gelijkwaardig met de formule is dat wat in dit model een bepaald gebied per saldo en per tijdseenheid binnenstroomt (berekend als de component van {\displaystyle {\vec {g}}} loodrecht op het grensoppervlak, geïntegreerd over dit oppervlak) gelijk is aan {\displaystyle 4\pi GM}, met {\displaystyle M} de massa in dit gebied.
De bolschilstelling zegt dat bij bolsymmetrie op elke afstand van het midden alleen de massa binnen die afstand van het midden meetelt, en behalve van die afstand alleen van die massa afhangt. Dit volgt ook gemakkelijk uit het voorgaande. Met bijvoorbeeld {\displaystyle M}=0 'stromen' per saldo geen veldlijnen naar binnen, dus door de bolsymmetrie zijn er helemaal geen veldlijnen, dus is er geen zwaartekracht. Als er elders nog andere massa is, zo dat het geheel niet bolsymmetrisch is, dan lopen de veldlijnen binnen de bolschil hetzelfde als zonder de bolschil, want bij meerdere bronnen is er vectoroptelling van de afzonderlijke velden. Er 'stromen' per saldo geen veldlijnen naar binnen, ze 'stromen' er wel doorheen. Er is geen buitensluiting zoals bij een kooi van Faraday door verschuiving van bronnen (in dat geval elektrische ladingen).